# Stewart Stardust
Stewart Felfoss Stenstrøm Stardust Jr., ofte omtalt som Onkel Stewart, er en fiktiv karakter skabt af Anders Matthesen. Han er en alkoholiseret og voldelig person, der blev introduceret første gang i 1999 i forestillingen Fra ende til Anden. Siden da har Matthesen ladet ham indgå i lang række af sit materiale, hvor han bl.a. spillede hovedrollen i julekalenderen Jul på Vesterbro (2003), Terkel i knibe (2001) og den efterfølgende filmatisering fra 2004. Han medvirkede også i standup-showet Anden på Coke? (2006), hvor han "bliver slået ihjel". Siden optrådte han i børnebogen Ternet Ninja (2016) og filmatiseringen fra 2018. I 2018 udkom også albummet Blodhævn, hvor Stardust synger pladens ti sange. Teksterne handler om, hvordan Anders Matthesen har stjålet hans personlighed for at skabe den fiktive figur.

## Baggrund
Figuren startede med at hedde Pølsemanden, da Matthesen lavede morgenradio, hvor han fungerede som "en hel almindelig dansker". Han begyndte snart at optræde med ham til standup shows, hvor han brugte karakteren til at fortælle grove jokes om bl.a. Jehovas Vidner. Matthesen startede showene i karakteren som Stewart Stardust med ordene "kære Beate og kære Leon", så det blev præsenteret som en bryllupstale. Han lånte også en harmonika af Thomas Hartmann og spillede en sang om alt det mad, som de spiste til melodien af "Katinka, Katinka, luk vinduet op". Begge dele blev senere brugt i Terkel i Knibe.

## Beskrivelse
Stewart Stardust er iført jeans, denimskjorte samt en lædervest. Han bærer sorte træsko og på hovedet har han en matroskasket. Han har store pjuskede bakkenbarter og flere guldtænder.
Han er stærkt alkoholiseret, og han bliver ofte voldelig og slår folk. Han fortæller med jævne mellemrum anekdoter fra sit liv, hvor han har overskredet en lang række sociale og juridske love som bl.a. incest, pædofili og nekrofili, voldtægt og vold. 
Stewart arbejder på BørneTelefonen, for at hjælpe børn, mens hans misforståede og ofte brutale svar til børnene gør dog mere skade end gavn. I Jul på Vesterbro har han dog en pølsevogn kaldet "Stewarts Foderbræt", der har fået plads på Christiansborg Slotsplads i København.
I julekalenderen Jul på Vesterbro vises adskillige klip, hvor Stewart som barn blev udsat for ekstremt voldelige overgreb fra sin far, der pryglede ham med forskellige genstande som bl.a. et bælte, en bøjle, ildrager, jernlineal, tæppebanker, kølle og en hammer. Han er opvokset på Islands Brygge.

## Familie
Han er gift med Vivian, hvis primære kommunikation er "Gå væk!". Hun optræder kun som stemme og er aldrig set i de hidtidige produktioner, hvor Stewart har medvirket. I Jul på Vesterbro er hun ham utro med Arne Nougatgren, men han tilgiver hende efterfølgende. Sammen har de sønnen Danny, som han forsøger at hjælpe på fode igen i Jul på Vesterbro.
Stewart er onkel til Beate Habakuk Stenstrøm, som er gift med Leon, og således grandonkel til deres søn Terkel Mogensen. Han er også i familie med Aske i Ternet Ninja, som han giver den ternede ninjadukke, som viser sig at være levende.

## Hva' snakker du om?
Karakteren sang en række sange på albummet Hva' snakker du om? – Den ka' byttes Vol. 1 (2000), som bestod af en række radiosketches.
Sange
1. "Matros i skumsprøjt med stormvejr og stiv kuling i ramsaltet rum sø"
2. "Til Min Søn Danny"
3. "Jul på Vesterbro".

## Terkel i knibe
I både radioføljetonen Terkel i knibe (2001) og den efterfølgende animationsfilm (2004) medvirker Stewart som Terkels onkel. Han deltager i Beate og Leons bryllup, hvor han prygler bøllerne Sten og Saki, da de får Terkel til at stjæle øl til dem. Senere møder Terkel ham i skoven, hvor filmens antagonist, Gunnar Bjerre, jagter Terkel. Stewart hjælper dog ikke Terkel, da han ikke har plads til ham på sin Puch Maxi pga. den ølkasse som sidder bagpå.
I Terkel – The Motherfårking Musical fra 2018 spilles Stewart Stardust af Thomas Bo Larsen.
Sange
1. "I anledning af Beate og Leons bryllup" (2:38)
2. "Spørg om hjælp" (2:22)

## Jul på Vesterbro
Stewart Stardust er en dybt alkoholiseret bolværksmatros med en udpræget sans for hjemmestrikkede ordsprog og læresætninger. Sønnen Danny er junkie og ernærer sig ved små-rapserier og anden form for plattenslageri. Stewart er gift med Vivian, som man kun stifter bekendtskab med via lyden af hendes afvisende råb fra soveværelset; "GÅ VÆK!".  
Det afsløres at Stewart er traumatiseret af regelmæssige, overdrevent-voldsomme korporlige afstraffelser i sin temmelig tidlige barndom (5-årig). Der vises lejlighedsvis små flashbacks med sort/hvide filmklip fra Stewarts barndom, hvor faderen straffer Stewart korporligt med et udtalt sadistisk motiv. Efter kilderne at dømme, ser det ud til at ligge et sted omkring 1930'erne.
Han mistede sin fader nogenlunde samtidig og nævner en moster som han stod i seksuelt forhold til og muligvis ligskændede. Blandt hans talrige sædelighedsforbrydelser er den med handikapbussen, gidslerne, Stewarts penis, barnedåben, afføringsprøven og cykelpumpen den mest omfattende og bringer mindelser om "dengang med nudlerne" i Steen og Stoffer. Stewart har derudover stået i seksuelt forhold til mere end to mindreårige, heriblandt sin fjortenårige niece.
Han nævner at han er Nørrebro-mester i jitterbug i 1966.
Desuden medvirker, blandt andre, Arne Nougatgren som er Dannys socialforvalter, Dannys kæreste Randi og Greta, der ikke mindst vil ændre navnet på Stewarts pølsevogn til "Gretas cuisine", som betyder Gretas køkken på fransk.
Han synger en række sange på seriens soundtrack.
Sange
1. "Stewarts Foderbræt"
2. "Jul på Vesterbro"
3. "Total Tyk Trunte"
4. "Halli Halløj"
5. "Kefir vs. Stewart"
6. "Skal Du Ha’ Den I Fregatten?"

## Anden på Coke?
I showet Anden Paa Coke? fra 2006 var et teater standup show, hvor Matthesen på scenen spillede sig selv, der kæmpede med skriveblokering op til et show. Igennem det meste af stykke stod en mystisk lille kuffert som fristede ham som "den nemme vej" flere gange. Til sidst gik strømmen, netop som han var færdig med sætlisten, og han bukker under for fristelsen og åbner kufferten, der viser sig at indeholde Stardusts sømandskasket. Efter han ifører sig den og kommer med vanlige Stardust-vittigheder udkæmper han en kamp med Stewart, som ender med, at han spidder kasketten med et samurai-sværd, hvorved han "dræber" Stewart. Dette affødte en teori blandt fans om, at Matthesen skulle have lagt karakteren på hylden. Det blev yderligere understøttet af at Stewart bliver nævnt i nummeret "FAQ" fra Matthesens album  Soevnloes (2006) i linjen "Stewart kommer aldrig tilbage – kun hvis han gør". Derudover døde Stewart, sammen med Danny, Arne og andre af universets karakterer, i slutningen af julekalenderen Jul på Vesterbro, som følge af en atomeksplosion fra en bombe som var installeret i hans pølsevogn nede i husets kælder.

## Ternet Ninja
Dog vendte Stewart tilbage i Matthesens børnebog, Ternet Ninja, efter 11 års pause i 2018. Stewart giver sin nevø Aske en ternet ninjadukke, som viser sig at være levende, og giver anledning til historiens fortælling.
I december 2018 havde filmatiseringen af børnebogen premiere. Stardust var en af de roller, som blev indtalt af Matthesen selv.
I forbindelse med premieren på Ternet Ninja blev der produceret en række merchandise til filmen, heriblandt tøjdyr udformet som Stardust.
Sange
1. "Verdens Bedste" (1:23)

Han medvirker ligeledes i opfølgeren Ternet Ninja 2 fra 2021.

## Andet
I slutningen af 2019 lancerede Danske Spil et skrabelod kaldet "Stewart Stardust". Produktet blev dog trukket tilbage i begyndelsen af 2020.